# 안나라수마나라 (드라마)
《안나라수마나라》(영어: The Sound of Magic)는 넷플릭스에서 2022년 5월부터 방영된 대한민국의 드라마이다.

## 개요
꿈을 잃어버린 소녀 윤아이와 꿈을 강요받는 소년 나일등 앞에 어느 날 갑자기 미스터리한 마술사 리을이 나타나 겪게 되는 이야기를 담은 판타지 뮤직 드라마

## 등장인물

### 주요인물
- 지창욱 : 리을(류민혁)(30세) 역 (아역 : 남다름) - 마술사
- 최성은 : 윤아이(18세) 역 (아역 : 주예림) - 고등학생
- 황인엽 : 나일등(18세) 역 (아역 : 최승훈) - 고등학생

### 세운고등학교
- 지혜원 : 백하나 역 - 윤아이와 나일등의 같은 반 학생
- 김보윤 : 김소희 역 - 윤아이와 나일등의 같은 반 학생
- 오소현 : 서하윤 역 - 윤아이와 나일등의 같은 반 학생
- 임기홍 : 담임선생님 역

### 리을의 주변인물
- 박하나 : 민지수 역 (아역 : 홍서희) - 리을의 고등학교 동창
- 달래, 금동 : 김미녀 역 - 리을이 키우는 앵무새 (목소리 출연 : 박슬기)

### 윤아이의 가족
- 조한철 : 윤아이의 아버지 역
- 고애리 : 윤아이의 어머니 역
- 홍정민 : 윤유이 역 - 윤아이의 여동생, 초등학생

### 나일등의 가족
- 유재명 : 나일등의 아버지 역 - 검사장
- 김혜은 : 나일등의 어머니 역

### 그 외 인물
- 윤경호 : 김두식 역 - 편의점 사장
- 최영준 : 김 형사 역
- 김바다 : 박 형사 역
- 윤사봉 : 집주인 역
- 이상화 : 사채업자 역
- 우미화 : 서하윤의 어머니 역
- 황세희 : 이나영 역 - 여학생
- 유상훈 : 건달 역
- 박노경 : 건달 역
- 강문경 : 고등학교 교장 역
- 박승태 : 강도에게 당한 할머니 역
- 이승준 : 전국연합 학력평가 감독관 역
- 김진 : 산책하는 여자 역
- 이동규 : 기자 역
- 이기섭 : 감식반 역
- 김연우 : 남학생 역
- 이석형 : 남학생 역
- 홍성관 : 경찰 역
- 설창희 : 경찰 역
- 김일현 : 경찰 역
- 전준우 : 순경 역
- 김화중 : 순경 역
- 정원태 : 윤아이의 마술을 관람하는 아이의 아빠 역
- 김시영 : 윤아이의 마술을 관람하는 아이의 엄마 역
- 이은결[1]

### 세운고 반학생들
- 고진호
- 고하은
- 김경민
- 김지현
- 남동욱
- 서현주
- 송우림
- 오성식
- 유호승
- 육현경
- 이재학
- 이화영
- 정세현
- 최하원
- 하준형

### 학원생들
- 장예나
- 김해린
- 이건
- 정혁
- 김정봉

### 아역
- 박다온 : 마술을 관람하는 아이 역
- 정아영 : 마술을 관람하는 아이 역
- 유채연 : 마술을 관람하는 아이 역
- 김규나 : 마술을 관람하는 아이 역
- 조시연 : 윤아이의 마술을 관람하는 아이 역
- 유지완 : 윤아이의 마술을 관람하는 아이 역

### 특별출연
- 류경수 : 편의점 알바생 역 (2회)

## 참고 사항
- 박하나와 류경수는 2013년에 방송된 MBC 수목 드라마 《투윅스》 이후로 9년 만에 재회하는 작품이다.

## 수상 목록
- 2022년 제8회 에이판 스타 어워즈 글로벌 스타상 (지창욱)